# Rho1 Sagittarii
Título a ser usado para criar uma ligação interna é Rho1 Sagittarii.
Rho1 Sagittarii (44 Sagittarii) é uma estrela na direção da constelação de Sagittarius. Possui uma ascensão reta de 19h 21m 40.38s e uma declinação de −17° 50′ 50.1″. Sua magnitude aparente é igual a 3.92. Considerando sua distância de 122 anos-luz em relação à Terra, sua magnitude absoluta é igual a 1.06. Pertence à classe espectral F0III/IV. É uma estrela variável δ Scuti.